# آرل فلوريس
آرل فلوريس (بالإسبانية: Arles Flores)‏ (12 أبريل 1991 بباريناس في فنزويلا - ) هو لاعب كرة قدم فنزويلي في مركز الوسط. لعب مع نادي زامورا.

## روابط خارجية
- آرل فلوريس على موقع قاعدة بيانات كرة القدم.إي يو (الإنجليزية)
- آرل فلوريس على موقع ناشيونال فوتبول تيمز (الإنجليزية)
- آرل فلوريس على موقع Soccerway.com (الإنجليزية)
- آرل فلوريس على موقع AS.com (الإسبانية)